# Риверсајд (Јута)
Риверсајд (енгл. Riverside) насељено је место без административног статуса у америчкој савезној држави Јута.

## Демографија
По попису из 2010. године број становника је 760, што је 82 (12,1%) становника више него 2000. године.
| Група             | 2000.       | 2010.       |
| Белци             | 635 (93,7%) | 706 (92,9%) |
| Афроамериканци    | 0 (0,0%)    | 3 (0,4%)    |
| Азијати           | 14 (2,1%)   | 13 (1,7%)   |
| Хиспаноамериканци | 15 (2,2%)   | 28 (3,7%)   |
| Укупно            | 678         | 760         |